# Leptocerus circumflexus
Leptocerus circumflexus är en nattsländeart som beskrevs av Wolfram Mey 1998. Leptocerus circumflexus ingår i släktet Leptocerus och familjen långhornssländor. Inga underarter finns listade i Catalogue of Life.